# Ignatius van der Stock

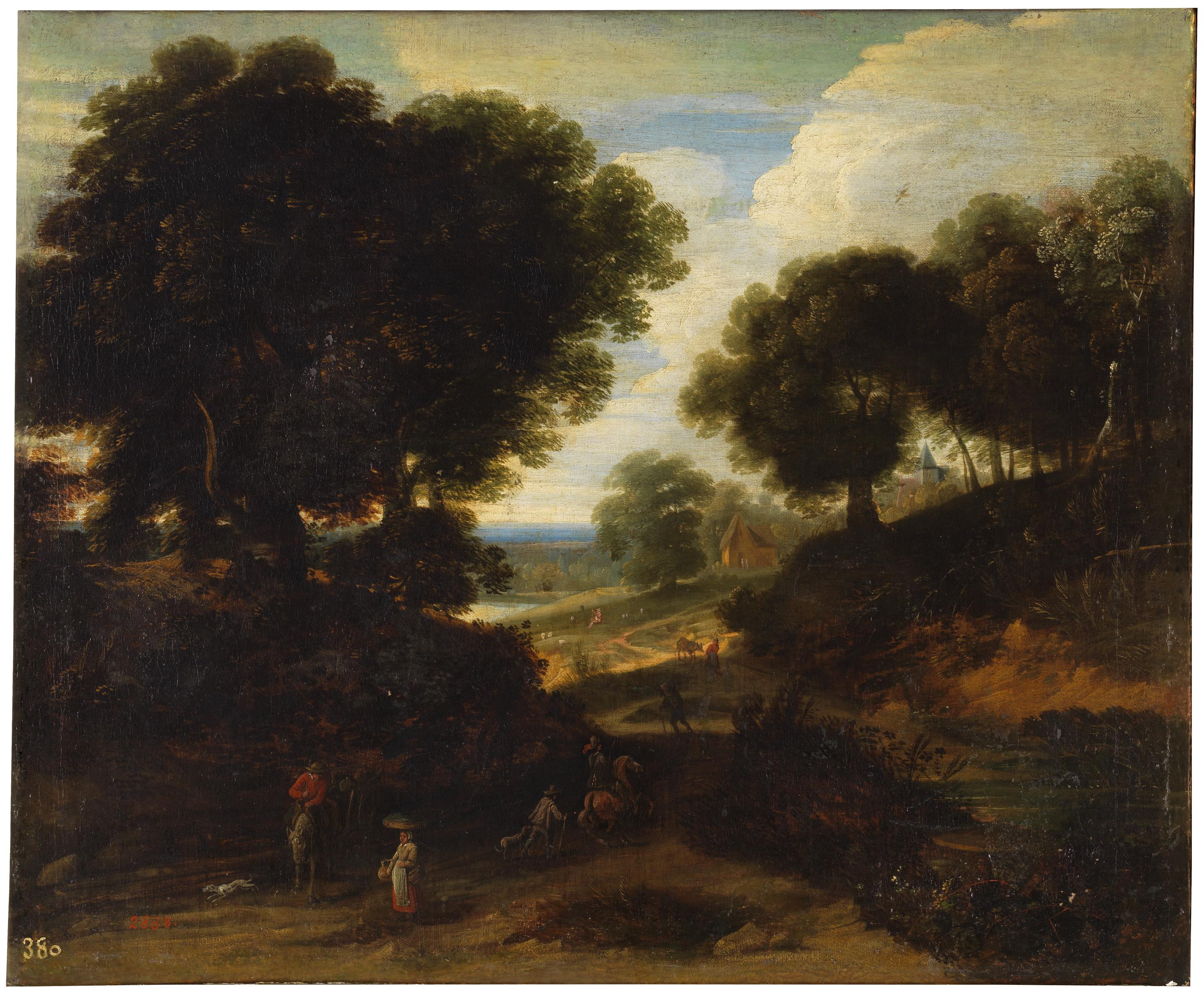
Paisaje, óleo sobre lienzo, 70 x 83 cm, Madrid, Museo del Prado.

Ignatius van der Stock (fl. 1660 – 1661), fue un grabador y pintor barroco flamenco, especializado en la pintura de paisaje.
Activo en Bruselas, fue discípulo de Lodewijk de Vadder en cuyo taller debió de entrar hacia 1653. En 1660 fue admitido como maestro en el gremio de San Lucas y el mismo año firmó y fechó el paisaje del Museo del Prado. Un año posterior es el paisaje conservado en la catedral de Bruselas. Aún estaba vivo en 1665 cuando recibió como aprendiz a Adriaen Frans Boudewyns. Hizo, además, grabados de sus propios paisajes y sobre originales de Jacques Fouquier.
Sus paisajes, vistas del bosque de Soignes, siguen los efectos atmosféricos de las creaciones de Jacques d'Arthois, en una dirección cercana a la de Lucas Achtschellinck, destacando por la finura de su dibujo.